# Unterbrochene Schulstunde
Unterbrochene Schulstunde ist der Titel einer 1948 entstandenen und 1951 publizierten Erzählung von Hermann Hesse. Geschildert wird ein Kindheitserlebnis: die schmerzliche Erfahrung einer alltäglichen Konfliktsituation. 

## Inhalt
Lateinschule
Der Erzähler schildert einen Morgen in der Calwer Lateinschule kurz nach den Sommerferien. Die 11–12-jährigen Schüler müssen sich wieder an die „Gefangenschaft und Langweile“ gewöhnen, zumal der ernste Lehrer, ein etwa 40-jähriger Witwer, der ihnen uralt erscheint, schlechte Laune hat und in seiner „erhabenen Einsamkeit“ vom Katheter herab die kleinste Unruhe rügt. Man fürchtet seinen Zorn, der manchmal wie ein „Strahl höllischer Wildheit die klassische Humanistenhaltung durch[bricht] und Lügen straf[t].“ 
Seit diesem Schuljahr hat der Erzähler mit vier anderen auserwählten „Humanisten“, den „Begabteren und Ehrgeizigeren“ der Klasse, Griechisch-Unterricht und gehört damit zur Elite, die sich von der großen Gruppe der künftigen Handwerker und Kaufleute, den „Geldverdienern“, abhebt. Der Klassenlehrer betrachtet die „Griechen“ als seine künftigen Kollegen und gibt ihnen „sein Bestes an Wissen, an Überwachung und Sorgfalt, an Ehrgeiz und Liebe, aber auch an Laune, Misstrauen und Empfindlichkeit“, um sie auf das Landexamen und ein anschließendes Theologie- oder Philologie-Studium vorzubereiten. Er hat hohe Erwartungen an ihren Fleiß, von denen sich der Erzähler oft überfordert fühlt. Er beneidet vielmehr die Handwerkerkameraden um ihr sorgloses Schulleben und die Freizeit am Nachmittag.
Auftrag
Während die Schüler mit einer Schreibarbeit beschäftigt sind, überprüft der Lehrer die Zeugnisunterschriften. Er ruft Otto Weller zu sich und spricht mit ihm. Otto ist für den Erzähler ein Schüler aus der anderen Sphäre: der anderen Welt der „vergnügten Nichtstuer“, mit der er wenig Kontakt hat. Sein Vater ist Eisenbahner und wohnt am Rand der Stadt in der Nähe des Bahnhofs. Ottos bekümmertes, unglückliches Gesicht während des Lehrergesprächs hat der Erzähler noch nach fast 60 Jahren in Erinnerung. Das hängt mit dem Auftrag zusammen, den er erhält, weil er mit seiner Aufgabe schon fertig ist: er soll zu Ottos Eltern gehen und sie fragen, ob die Unterschrift von Wellers Vater ist. Er freut sich über die Abwechslung. Anstelle im langweiligen dumpfen Schulzimmer sitzen zu müssen, darf er in der frischen Luft an den Geschäften, Marktständen und Werkstätten vorbei durch die Stadt spazieren gehen und die Menschen bei ihren vormittäglichen Arbeiten beobachten. Er lässt sich Zeit, bleibt lange auf der Brücke stehen und schaut den Enten und Karpfen im Wasser zu und ist für eine kleine Weile „in der holden Ewigkeit, in der man von Zeit nichts weiß.“
Konflikt
Der Glockenschlag der Kirchenuhr erinnert ihn an seinen Auftrag und es kommt ihm plötzlich merkwürdig vor, einen Kameraden zu überprüfen, den er in gewisser Weise als seine Gegenfigur bewundert. Während er äußerlich angepasst die von seinen Eltern gewünschte akademische Karriere anstrebt und auf viele Nachmittagsvergnügen seiner weniger ehrgeizigen Kameraden verzichten muss, scheint der im Lernen so gleichgültige Otto keine Schulsorgen zu haben. Außerdem ist ihm der Eisenbahnersohn weit voraus, sobald es um Geschäfte und Geld und andere Angelegenheiten der Erwachsenen geht. In allen Lebensfragen weiß „der Überlegene und Erfahrene, der Praktiker und beinahe Erwachsene“ gut Bescheid. Als sich z. B. ein  Schlossermeister der Stadt vor einiger Zeit erhängte, konnte ihm Otto genau erklären, an welcher Stelle der Selbstmörder den Draht  um den Hals geschlungen hat, damit die Zunge nicht heraushing.
Je mehr sich der Erzähler der Wohnung des Klassenkameraden nähert, umso deutlicher wird ihm seine zwiespältige Rolle: Er soll im Auftrag des Lehrers den von ihm insgeheim bewunderten Alltagsweltkundigen eines schweren Deliktes, der Urkundenfälschung, überführen helfen. Nach dem „kurzen Freuden- und Freiheitsrausch“ wird ihm die „fatale Geschichte“ bewusst, in der sich Otto befindet, und er bedauert es, der „glückliche Auserwählte“ zu sein. Kurze Zeit denkt er daran, dem Lehrer einfach zu melden, die Unterschrift des Vaters sei echt oder er habe bei seinem Besuch niemanden angetroffen. Dann würde er jedoch zum Mitschuldigen werden, und aus Furcht über die Folgen bei einer Entdeckung seiner Lüge lässt er den Plan fallen.
Strafe
Die Reaktion von Ottos Mutter gibt dem Erzähler einen Einblick in eine Arbeiter-Familiensituation, die der seinen beim aktuellen Problem ähnlich ist: Frau Weller weint und ist genauso enttäuscht und beschämt über die Verfehlung ihres Sohnes, wie es seine ehrgeizigen Eltern wären. Er sieht in ihrem „ganz langsam schlaff und müde, welk und alt“ werdenden Gesicht „die Vorstellungen vom Weg des Sünders ins Böse und vors Gericht, ins Gefängnis und zum Galgen.“ Auf dem Rückweg hat er keine Freude mehr am Betrachten des munteren Stadtbetriebs. Mit Otto spricht er nie über die Angelegenheit und erfährt nichts über seine vermutliche Bestrafung, er aber, „als würde [er] zu einem kleinen Teil mitbestraft“, gibt sich „alle Mühe […], diese Geschichte zu vergessen“ und Frau Weller nicht mehr zu begegnen.

## Erzählhaltung
Einleitend blickt der alte Erzähler auf seine Kinderjahre zurück und bewertet zugleich seine Erinnerung als „Strafe gewissermaßen, die fragwürdige Kunst des Erzählens noch einmal mit umgekehrten Vorzeichen aus[zu]üben und ab[zu]büßen.“ Denn das Erzählen setze Zuhörer voraus, die zusammen mit dem Autor von einem „gemeinsame[n] Raum, eine[r] gemeinsame[n] Gesellschaft, Sitte, Sprache und Denkart“ umschlossen sind. Früher habe er diese Gemeinsamkeit und das gemeinsame Vergnügen an der Geschichte nicht angezweifelt. Allmählich sei er zu der Erkenntnis gelangt, „dass [s]eine Art zu erleben und [s]eine Art zu erzählen einander nicht entspr[e]chen, dass [er] dem guten Erzählen zuliebe, d. h. mit einem festen Handlungsgerüst und einem Spannungsaufbau, die Mehrzahl [s]einer Erlebnisse und Erfahrungen mehr oder weniger vergewaltig[e].“ Dieses traditionelle Erzählen sei ihm fragwürdig geworden. Selbst bei der Aufzeichnung eines kleinen Erlebnisses rinne ihm „alle Kunst unter den Händen weg, und das Erlebte [werde] auf eine beinah gespenstische Weise vielstimmig, vieldeutig, kompliziert und undurchsichtig.“
Ryncher sieht im Gegensatz zu dieser Aussage in der „Unterbrochenen Schulstunde“ durchaus Elemente der traditionellen „Kunst des Erzählens“, z. B. den Aufbau mit der Wendung im letzten Teil: Die Erzählung gebe sich „unter ihrem Stande“ als bloße Niederschrift von Erinnerungen, sei aber nicht nur sachlich in der Schilderung der  genau geschauten Landschaften und Menschen, der sorgfältig zugemessenen Sympathien, Zonen des kühlen Interesses, ja der Abneigung, sondern sie sei auch poetisch im Gefühl des erinnerten Kindheitsglücks. Das entspreche der geschichtlichen Frühe des Menschengeschlechts bei den Romantikern: „die vereinfachend und dichterisch ausgedachte Zeit der Seele, der Fülle, der strömenden lyrischen Verzauberung, ein nicht endender Kairos“. „Der Lyriker“ dürfe „in dieser klassizistischen bewussten und schön bemessenen Prosa immer wieder mitsprechen.“ Doch gegen Ende hin erfolge ein Umschlag, „der dem Knaben den Stoß einer schmerzhaften, einer erstmaligen Erfahrung versetzt“ und „ihn und seine heile Welt aufreiß[t]“. Dies sei eine „Initiation ins Menschliche“.

## Hesses Kindheitserzählungen
Nach Zeller sind alle Werke Hesses „Fragmente eines großen Selbstporträts“. Die „Unterbrochene Schulstunde“ ist eine der vielen fiktiven und biographisch verankerten Kindheitserinnerungen, die Hesses Werk, als selbständige Erzählungen oder Romanepisoden, von Anfang an durchziehen: Von „Aus Kinderzeiten“ (1903 entstanden) bis „Kaminfegerchen“ (1953 entstanden). Schwerpunkte der Schilderungen sind: Verfehlungen und Schuldgefühle („Das Nachtpfauenauge“, „Kinderseele“, 1911 bzw. 1919 entstanden), Mobbing und Isolation („Die Verlobung“, „Demian“, 1908 publiziert  bzw. 1917 entstanden), Freundschaft mit einem reiferen Schüler („Demian“), Druck des Schulsystems („Unterm Rad“, 1906 veröffentlicht, „Unterbrochene Schulstunde“, 1948 entstanden), Krankheit und Tod eines Freundes („Aus Kinderzeiten“), soziale Unterschiede und die zwei Welten der Lateinschüler und Volksschüler („Demian“, „Unterbrochene Schulstunde“, „Kinderseele“ und „Peter Camenzind“, 1904 publiziert), Auseinandersetzung  mit der mächtigen Vaterfigur („Kinderseele“), Versunkenheit in die eigene Erlebniswelt („Kaminfegerchen“).
Michels bezeichnet die nach wahren Begebenheiten verfassten eigenen und miterlebten Kindheitsgeschichten als „exakte psychologische Studien ohne nachträgliche Harmonisierung oder Verklärung“.